# Fasang család
A Fasang család magyar zenészdinasztia. A családalapító Fasang Árpád 1912-ben született Krakkóban. Édesapja, Fasang Gyula (?–1927) vasmunkás, édesanyja a lengyel Antonia Swidinszki volt. 2017-ben a család Magyar Örökség díjban részesült.

## A család nevezetes tagjai
- Fasang Árpád (1912–2001) zenetanár, karnagy, zeneszerző, szakközépiskolai igazgató, Fasang Árpád zongoraművész édesapja
  - Fasang Árpádné Orbán Éva (1923–?) zenetanár
- Fasang Árpád (1942–2008) zongoraművész, kulturális diplomata, UNESCO-nagykövet, Fasang Árpád karnagy fia
- Fasang Zoltán (1944) fuvolaművész
  - Fasang Zoltánné László Éva (1949) gordonművész, gordontanár
- Fasang János fagottművész
- Fasang László orgonaművész